# Cervoisier
Cet article court présente un sujet plus développé dans : brasserie.
Le terme cervoisier est un ancien mot utilisé pour désigner un brasseur. Littéralement le terme désigne un fabricant de cervoise, l'ancêtre de la bière.